# Деколман
Деколман (од француског термина décoller — одвојити се) је клизна површ између две стенске масе. Такође је познат и под називом базални реверсни расед. Деколман је деформациона структура, која резултује различитим стилом деформација стенских маса изнад и испод раседа. Могу настати и у условима компресионе (укључујући убирање и навлачење) и у условима екстензионе тектонике.

## Порекло термина
Термин деколман први пут су употребили геолози који су проучавали структуре у швајцарској планини Јура. Ову структуру први је описао A. Buxtorf 1907. године, у научном раду у коме је дао теорију да је Јура фронтални део деколмана у базном делу навлаке, чији је корен у швајцарским Алпима. Марсел Бертранд је 1884. године објавио рад у коме је објаснио алпска навлачења. У овом раду је имплицирана компресиона тектоника навлачења, али сам термин деколман није искоришћен све до 1907. године.

## Формирање
Деколмани настају услед површинских сила, које „гурају” стенске блокове на конвергентним границама плоча, а олакшане су унутрашњим силама (гравитационим кретањем). Развој степеничастих реверсних раседа и навлака омогућен је постојањем механички ослабљених слојева, који настају у зонама субдукције и јављају се дубоко у предлучном подручју. Стенски блокови различите литологије имају такође и различите карактеристике тектонских деформација. У подручју изнад површи деколмана у овим стенским блоковима могу се развијати искључиво дисјунктивне структуре, док у подручју испод површи деколмана исте стене могу показивати интензивне дуктилне деформације. Хоризонти деколмана могу се налазити на дубинама већим од 10 km и формирати услед високог степена компресије између различитих стенских маса или дуж равни високог порног притиска.
У типичном случају, базални расед предлучног подручја наборно-навлачног појаса лежи у слабој зони шејла или евапората на самој основној стени или веома близу ње. Стене које се налазе изнад површи деколмана су алохтоне, док су стене испод површи деколмана аутохтоне. Ако се материјал транспортује дуж деколмана више од 2 km, онда се тај деколман сматра навлаком.

## Деколмани у компресионим условима
У наборно-навлачном појасу, деколмани представљају најнижу површ по којој се врши кретање и формирају се у предлучном басену субдукционе зоне. Осим деколмана, наборно-навлачни појас може садржати и друге површи по којима се врши кретање, као и друге хоризонте деколмана. У компресионим условима, у слоју који се налази директно изнад деколмана деформације ће бити знатно интензивније, док ће у слоју испод деколмана деформације бити веома слабе.

## Деколмани у екстензионим условима
У екстензионим условима, деколмани су праћени тектонском денудацијом и великим брзинама хлађења. Могу се формирати на неколико начина:
- Модел мега-клизишта предвиђа екстензију са нормалним раседима близу оригиналног извора раседања и тектонског скраћења нешто даље од самог извора[15];
- Модел  предвиђа велики број нормалних раседа који леже преко великог деколмана[15];
- Модел нормалног раседа малог угла предвиђа да деколман настаје када се два танка блока стена одвоје на одређеној дубини. У дебљем делу плоче изнад овог догађаја, екстензионо раседање може бити занемарљиво или потпуно одсутно, али како овај део плоче постаје тањи, губи способност задржавања кохеренције, и може се понашати као екстензиони теран[15];
- Деколмани се могу формирати и од нормалних раседа великог угла.[11][15] Издизање у другој фази екстензије може довести до издизања метаморфног језгарног комплекса. Формира се полу-грабен, али у исто време оријентација стреса не може да се промени због велике фрикције на раседној површи. Порни притисак доводи до ниске ефективне фрикције која условљава компоненту стреса σ1 да буде паралелна раседу у његовом доњем делу. Формира се расед са малим углом, који може да се понаша као деколман. Након тога се нормалним раседањем истањује кора изнад деколмана. Нови раседи великог падног угла конторолишу развој деколмана и поспешују издизање коре. На крају, велика и брза хоризонтална екстензија издиже терен изостатички и изотермално. Деколман се развија као антиформа која се простире према мањим дубинама.[11]